# 미하이 발란

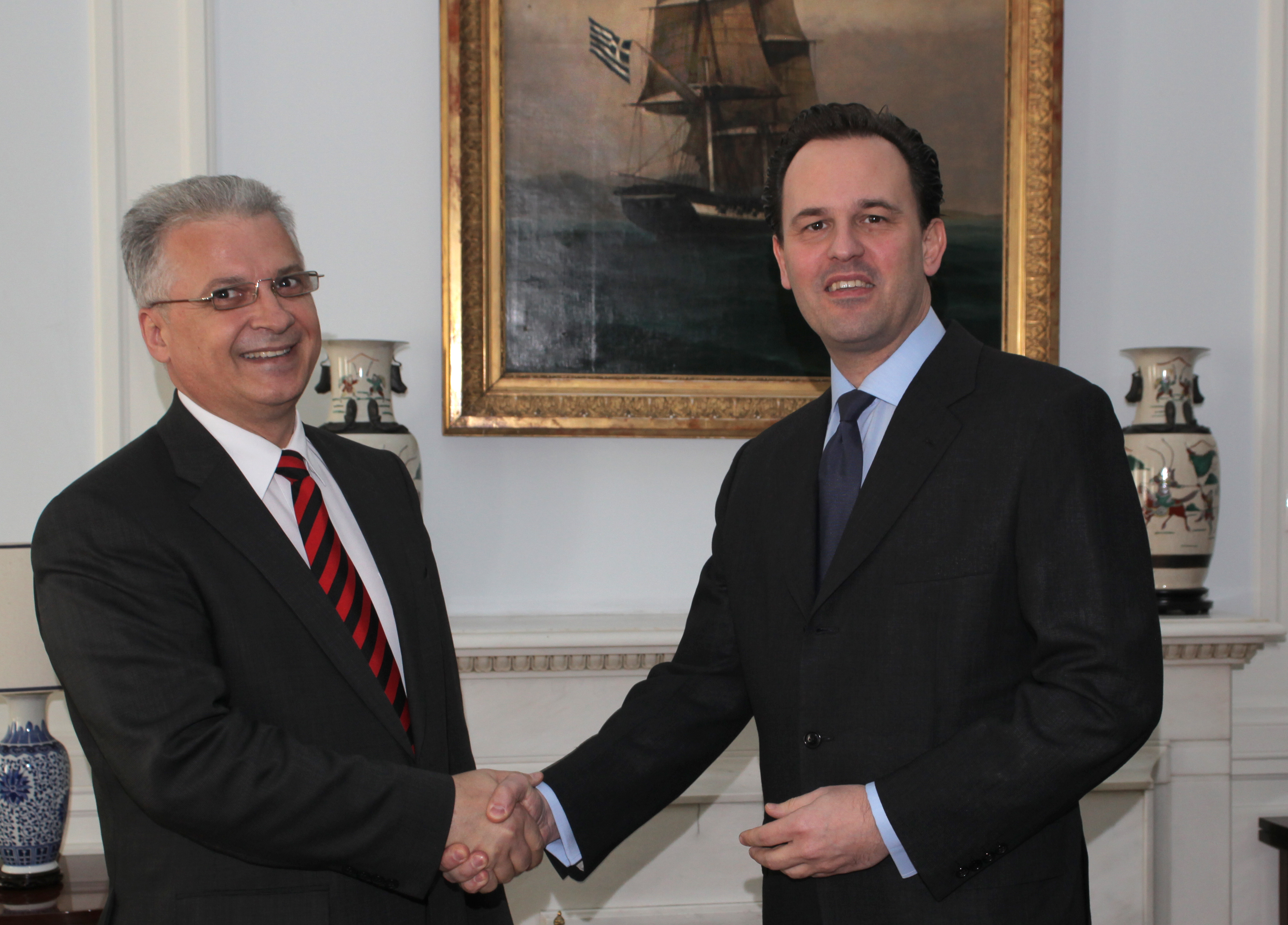
2011년 3월 15일 당시 드미트리오스 드루차스 그리스 총리와 회담 직전에 악수를 나누는 당시 그리스 주재 몰도바 대사 미하이 벌란

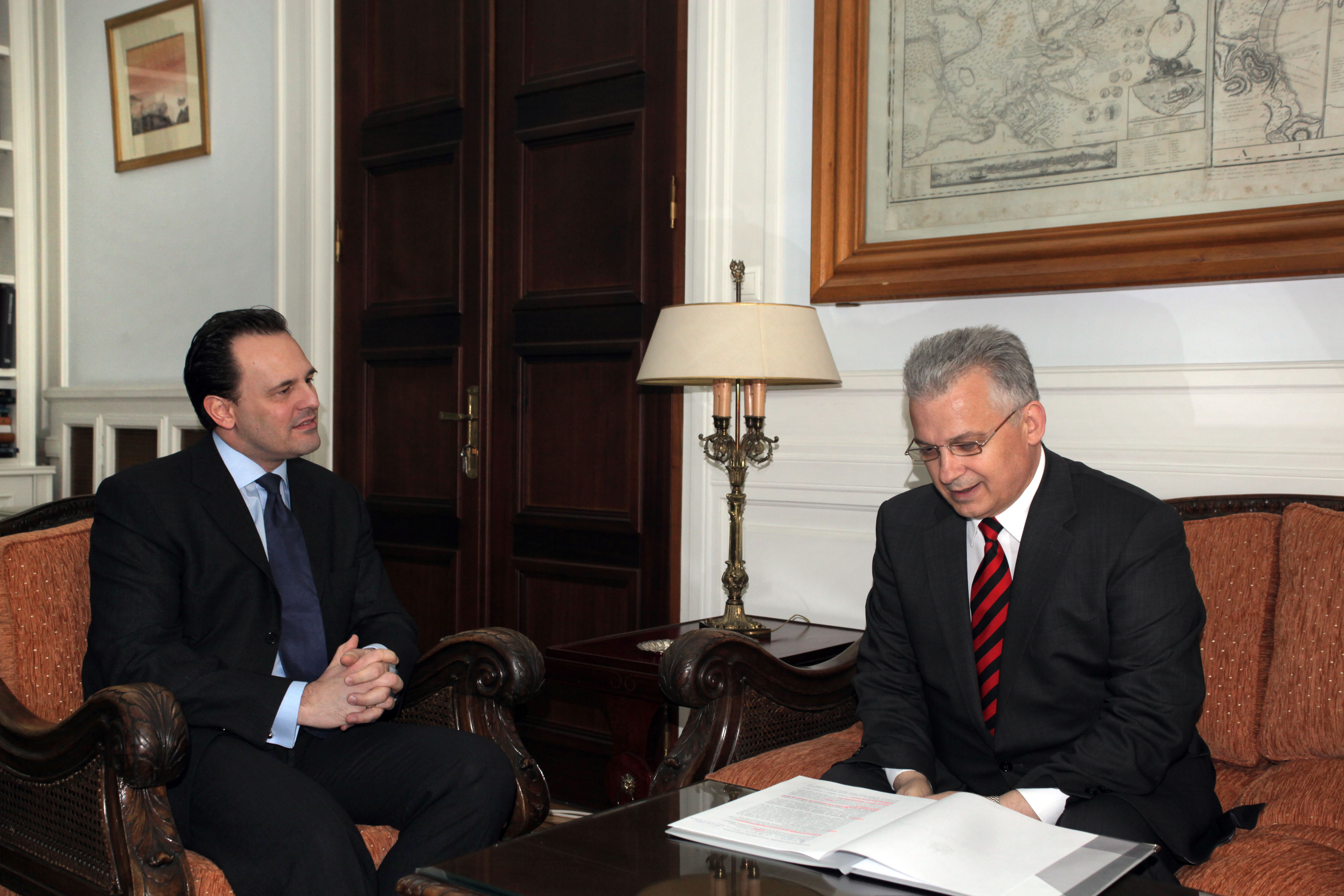
2011년 3월 15일 당시 드미트리오스 드루차스 그리스 총리와 회담을 하는 당시 그리스 주재 몰도바 대사 미하이 벌란

미하이 벌란(루마니아어: Mihai Balan, 1954년 2월 15일 ~ )은 소비에트 사회주의 공화국 연방과 몰도바의 외교관이다.

## 가족 관계
그는 부인 루트밀라 벌란 여사와의 사이에서 슬하 1남 1녀를 두었다. 1979년 2월 6일생 아들 단 벌란(Dan Balan), 1984년 6월 11일생 딸 산다 벌란(Sanda Balan))를 두었다.
첫째이자 아들인 단 벌란은 1990년대 후반과 2000년대 초반에 몰도바와 루마니아에서 보이 그룹 오 존의 보컬리스트 겸 기타리스트와 키보디스트로 활동한 가수 겸 작곡가였고 그가 외교관 활동할 때 한편 아들 단 벌란은 1990년대 후반 음악 활동하며 1980년대 후반 한국계 소련 록 음악 가수 빅토르 초이(구소련 록 음악 밴드 키노의 보컬리스트 겸 기타리스트) 못지않은 인기를 2000년대 초반까지 루마니아와 몰도바에서 누렸다.